# Filles de la charité canossiennes
Pour les articles homonymes, voir Filles de la charité.
Les Filles de la charité canossiennes  (en latin : Congregatio Filiarum Caritatis Canossarum) forment une congrégation religieuse féminine enseignante et catéchiste de droit pontifical.

## Histoire

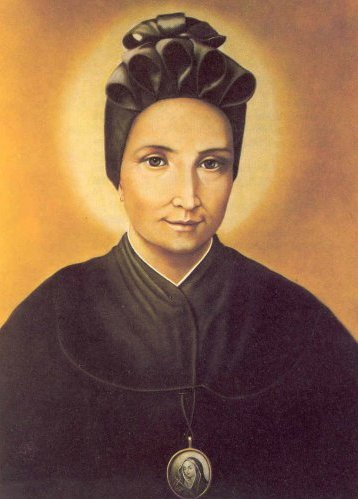
Sainte Madeleine de Canossa, fondatrice des Filles de la charité de Vérone.

La congrégation est fondée par sainte Madeleine de Canossa (1774-1835). La fondatrice est issue d'une famille de la grande aristocratie italienne, mais elle a une enfance difficile : elle perd son père très jeune et sa mère quitte le domicile familial pour se remarier. Elle décide de devenir religieuse à l'âge de quinze ans. Elle fait quelques expériences monastiques (dont une chez les Carmélites), mais elle préfère finalement se vouer en 1799 aux malades, guidée spirituellement par son confesseur, l'abbé Pierre Leonardi. Plus tard, l'évêque de Vérone, Giovanni Andrea Avogadro, l'invite à laisser l'œuvre hospitalière pour se dédier à l'éducation des filles du peuple, dans les quartiers pauvres de la ville.
C'est le 8 mai 1801 que Madeleine de Canossa fonde sa congrégation dans l'ancien monastère Saint-Joseph-et-Saint-Fidence du quartier populaire Saint-Zénon de Vérone. Elle est tournée vers l'instruction des pauvres, l'enseignement de la doctrine chrétienne et la visite aux malades des hôpitaux. Saint Gaspard Bertoni est l'un des premiers directeurs spirituels de la communauté. Les Canossiennes sont aussi appelées à Venise par les frères Cavanis pour assumer la direction de leurs écoles de filles. L'empereur François II (la Vénétie et la Lombardie appartiennent aux Habsbourgs d'Autriche) concède aux Canossiennes l'approbation civile après avoir visité leurs écoles avec satisfaction.
À l'origine, les Canossiennes sont vêtues d'un habit religieux de couleur marron foncé formé d'une longue robe, avec un châle noir croisé sur le devant et une petite coiffe noire, à la manière des femmes du peuple de l'époque. Elles portent au cou un grand médaillon métallique de forme ovale, soutenu par un cordon noir et représentant la Vierge-des-douleurs à l'avers et les symboles de la passion du Christ au revers. Cet habit et cette coiffe à la mode du XIXe siècle ont été abandonnés dans les années 1960 pour laisser la place a un habit gris clair à jupe courte avec un petit voile blanc, gris ou noir sur la tête. Beaucoup de religieuses occidentales abandonnent même le voile et sont habillées maintenant d'une jupe et d'une chandail gris clair avec une chemise blanche. Le grand médaillon d'autrefois est remplacé par une petite médaille au bout d'une petite chaîne. En Inde les Canossiennes portent un sari avec la petite médaille au cou.
La congrégation se diffuse rapidement en Vénétie et en Lombardie, non seulement en ville, mais aussi à la campagne où elle forme des institutrices en zone rurale. La première maison qui ouvre à l'étranger est celle de Hong Kong, comptoir britannique en Chine. Elle ouvre en 1860 à la demande d'Angelo Ramazzotti, fondateur du séminaire lombard pour les missions étrangères qui s'adresse à la communauté canossienne de Pavie dirigée par la Mère Maria Luisa Grassi.
Le pape Pie VII concède aux Canossiennes le décret de louange le 20 novembre 1816 ; le 23 décembre 1828, la congrégation est approuvée par le pape Léon XII.
La fondatrice est canonisée par Jean-Paul II, le 2 octobre 1988. Une autre canossienne fameuse est canonisée en l'an 2000, Joséphine Bakhita, ancienne esclave soudanaise convertie au catholicisme et conduite en Italie.

## Activités et diffusion
Les Canossiennes se dédient à l'enseignement, au travail social et à la catéchèse. Elles dirigent trois grands hôpitaux dont le Canossa Hospital de Hong Kong, un autre au Togo et un autre aux Philippines. Elles sont à la tête de nombreuses écoles primaires, collèges d'enseignement général ou technique, et établissements d'enseignement secondaire ou professionnel.
Elles sont présentes en :
- Europe : Albanie, France, Italie, Pologne, Portugal, Royaume-Uni, Ukraine.
- Amérique : Argentine, Brésil, Canada, Mexique, Paraguay, États-Unis.
- Afrique : Angola, République démocratique du Congo, Égypte, Kenya, Malawi, Sao Tomé-et-Principe, Soudan, Tanzanie, Togo, Ouganda.
- Asie : Birmanie, Chine, Philippines, Japon, Inde, Indonésie, Malaisie, Singapour, Timor oriental.
- Océanie : Australie, Papouasie-Nouvelle-Guinée[6].

La maison généralice se trouve à Rome, via della Stazione di Ottavia.
En 2017, la congrégation comptait 2 496 religieuses regroupées dans 321 maisons.